# Maritim Plaza Tirana

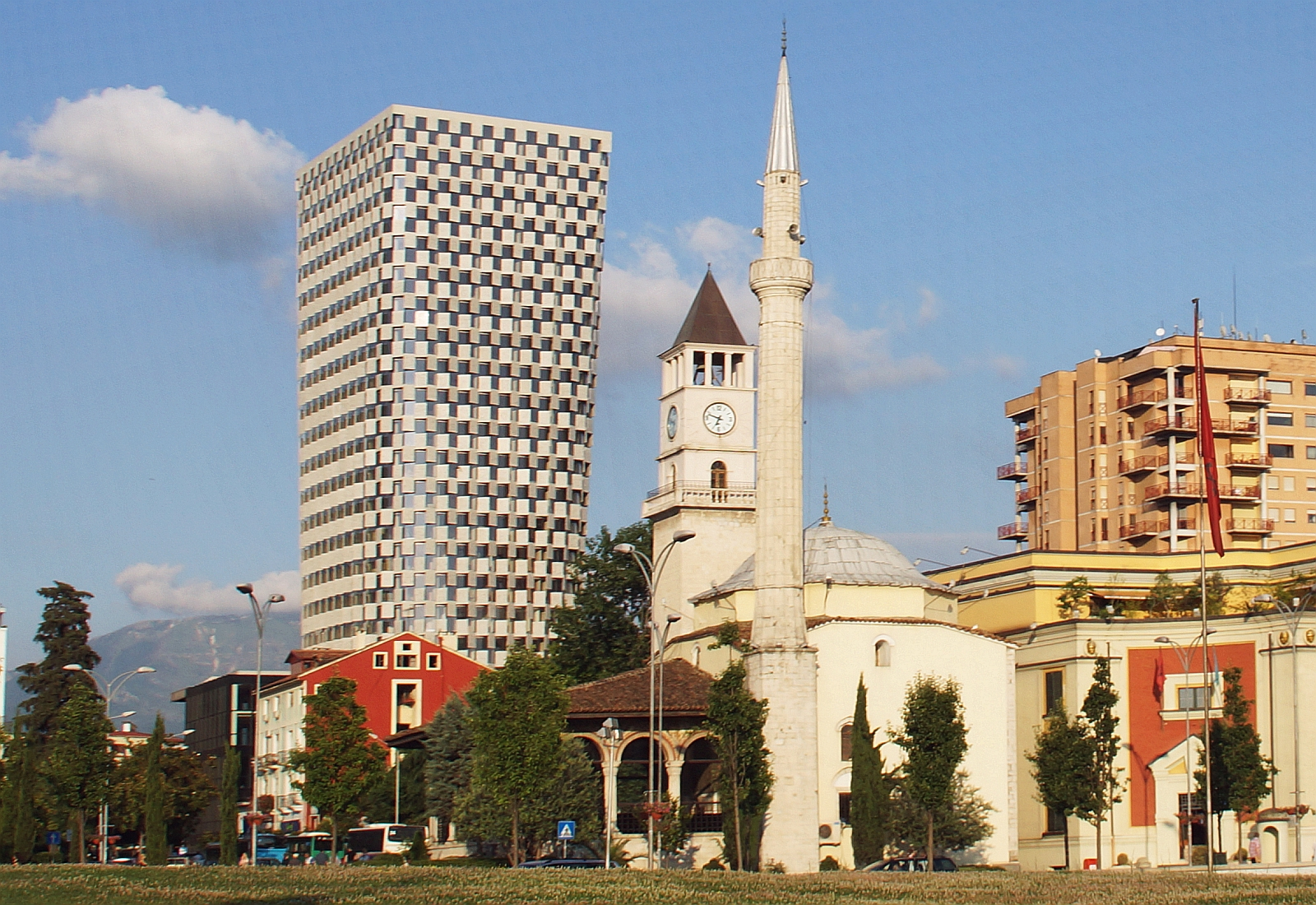

Maritim Plaza Tirana är ett lyxhotell som ligger nära Skanderbegtorget i Albaniens huvudstad Tirana. Hotellet ligger cirka 15 kilometer från Tiranas internationella flygplats. Byggnaden är 85 meter hög och har 24 våningar. Arkitektbyrån bakom byggnadsverket är 51N4E (ett belgiskt företag). Byggnadsarbetet påbörjades år 2007 och avslutades år 2016 till en total kostnad av 50 miljoner euro. Byggandet är en del av en större ombyggnadsplan för den albanska huvudstaden.

### Fotnoter
1. ↑  ”Albania's first 5-star hotel opens: The Maritim Hotel Plaza Tirana” (på engelska). Maritim Hotels. 25 oktober 2019. http://www.mynewsdesk.com/uk/maritim/pressreleases/albanias-first-5-star-hotel-opens-the-maritim-hotel-plaza-tirana-2935947. Läst 9 juli 2020.
2. ↑  ”TID Tower”. tidalbania.com. Arkiverad från originalet den 22 september 2017. https://web.archive.org/web/20170922050736/http://www.tidalbania.com/en/node/27. Läst 21 september 2017.
3. ↑  ”Start construction TID Tower Tirana”. 51n4e. 14 januari 2007. Arkiverad från originalet den 27 april 2016. https://web.archive.org/web/20160427194701/http://www.51n4e.com/news/start-construction-tid-tower-tirana. Läst 12 november 2010.
4. ↑  ”TID Tower Tirana: Building Albania”. e-architect.co.uk. 2 januari 2017. https://www.e-architect.co.uk/albania/tid-tower-tirana. Läst 21 september 2017.
5. ↑  ”TID Tower”. OpenBuildings. Arkiverad från originalet den 22 september 2017. https://web.archive.org/web/20170922002402/http://openbuildings.com/buildings/tid-tower-profile-42459. Läst 21 september 2017.